# BWV
BWV, förkortning av Bach-Werke-Verzeichnis (tyska ’Katalog över Bachs verk’), är det gängse systemet för att numrera musikverk av Johann Sebastian Bach.
BWV-förteckningen skapades av Wolfgang Schmieder (1901-1990) och publicerades i sin första utgåva 1950. I angivelser av Bachs verk skrivs BWV först och sedan numret för det aktuella verket. Vissa verk finns i flera versioner och ges då bokstäverna a, b, c, och så vidare efter numret. I viss äldre litteratur används prefixet S (efter Schmieder) istället för BWV. BWV har alltsedan 1950 återutgivits i flera upplagor, till exempel 1981 i en sjunde, oförändrad upplaga, och 2022 i en tredje, utvidgad upplaga.
Förteckningen börjar med vokalmusik (1–525) och fortsätter med instrumentalmusik, och är alltså inte kronologisk. En sådan indelning kan inte göras eftersom datum är okänt för många kompositioner, Bach använde heller inte opusnummer.
| BWV           | Verk                        |
| ------------- | --------------------------- |
| BWV 1–200     | Sakrala kantater            |
| BWV 201–216   | Profana kantater            |
| BWV 217–224   | Övriga kantater             |
| BWV 225–231   | Motetter                    |
| BWV 232–242   | Mässor                      |
| BWV 243       | Magnificat                  |
| BWV 244–247   | Passioner                   |
| BWV 248–249   | Oratorier                   |
| BWV 250–438   | Koraler                     |
| BWV 439–525   | Sånger, arior och quodlibet |
| BWV 525–771   | Orgelverk                   |
| BWV 772–994   | Övrig klavermusik           |
| BWV 995–1000  | Musik för luta              |
| BWV 1001–1080 | Kammarmusik                 |
| BWV 1081–1177 | Tillägg                     |

## Utgåvor
- Schmieder, Wolfgang (1950) (på tyska). Thematisch-systematisches Verzeichnis der musikalischen Werke von Johann Sebastian Bach: Bach-Werke-Verzeichnis (BWV). Leipzig: Breitkopf & Härtel. Libris 1034760
  - Schmieder, Wolfgang (1981) (på tyska). Thematisch-systematisches Verzeichnis der musikalischen Werke von Johann Sebastian Bach: Bach-Werke-Verzeichnis (BWV) (7., unveränd. Aufl.). Leipzig: VEB Breitkopf & Härtel. Libris 286248
  - Blanken Christine, Wolff Christoph, Wollny Peter, Schmieder Wolfgang, red (2022) (på tyska). Thematisch-systematisches Verzeichnis der musikalischen Werke von Johann Sebastian Bach: Dritte, erweiterte Neuausgabe (BWV³) (Dritte, erweiterte Neuausgabe.). Wiesbaden: Breitkopf & Härtel. Libris gxhpgjgzd2ct1khz. ISBN 9783765104008